# Lambertella tubulosa
Lambertella tubulosa är en svampart som beskrevs av Abdullah & J. Webster 1981. Lambertella tubulosa ingår i släktet Lambertella och familjen Rutstroemiaceae.   Inga underarter finns listade i Catalogue of Life.